# 39 Leonis
39 Leonis (39 leo) è una stella gigante bianca di classe spettrale FVIII situata nella costellazione del Leone. È visibile a occhio nudo, con una magnitudine apparente di circa 4,03 e dista circa 74 anni luce dalla Terra. È una stella doppia  e ha un elevato moto proprio .